# 2024년 하계 올림픽 아일랜드 선수단
2024년 하계 올림픽 아일랜드 선수단은 2024년 7월 26일부터 8월 11일까지 프랑스 파리에서 열린 2024년 하계 올림픽에 참가한 올림픽 아일랜드 선수단이다. 2024년은 아일랜드 선수단이 올림픽에 참가한 지 100년째 되는 해이다.
아일랜드 선수들은 나치가 통치했던 1936년 하계 올림픽을 제외하고 1924년 이전에는 자체적으로 또는 영국과 아일랜드 팀의 일원으로 현대의 모든 하계 올림픽에 참가했다.

## 출전 선수
| 종목     | 남자 | 여자 | 전체 |
| -------- | ---- | ---- | ---- |
| 골프     | 2    | 2    | 4    |
| 다이빙   | 1    | 1    | 2    |
| 럭비     | 12   | 12   | 24   |
| 배드민턴 | 1    | 1    | 2    |
| 복싱     | 4    | 6    | 10   |
| 사이클   | 2    | 5    | 7    |
| 수영     | 6    | 6    | 12   |
| 승마     | 4    | 3    | 7    |
| 요트     | 3    | 1    | 4    |
| 육상     | 9    | 15   | 24   |
| 조정     | 6    | 10   | 16   |
| 체조     | 1    | 0    | 1    |
| 카누     | 2    | 1    | 3    |
| 태권도   | 1    | 0    | 1    |
| 하키     | 16   | 0    | 16   |
| 합계     | 70   | 63   | 133  |

## 메달 집계
| 종목 | 1 | 2 | 3 | 합계 |
| 종목 | ' | ' | ' | '    |
| 종목 | ' | ' | ' | '    |
| 종목 | ' | ' | ' | '    |
| 합계 | ' | ' | ' | '    |

## 같이 보기
- 2024년 하계 올림픽